# 1294
Високе Середньовіччя •  Реконкіста •  Ганза •  Монгольська імперія

## Геополітична ситуація
Андронік II Палеолог є імператором Візантійської імперії (до 1328). Королем Німеччини є Адольф з Ніссау (до 1298). У Франції править Філіп IV Красивий (до 1314).
Апеннінський півострів розділений: північ належить Священній Римській імперії, середню частину займає Папська область, південь належить Неаполітанському королівству. Деякі міста півночі: Венеція, Піза, Генуя тощо, мають статус міст-республік.
Майже весь Піренейський півострів займають християнські Кастилія (Леон, Астурія, Галісія), Наварра, Арагонське королівство (Арагон, Барселона) та Португалія, під владою маврів залишилися тільки землі на самому півдні. Едуард I Довгоногий є королем Англії (до 1307), Вацлав II — Богемії (до 1305), а королем Данії — Ерік VI (до 1319).
Руські землі перебувають під владою Золотої Орди. Король Русі Лев Данилович править у Києві та Галичі (до 1301), Андрій Олександрович Городецький — у Володимиро-Суздальському князівстві (до 1304). У Великопольщі княжить Пшемисл II (до 1296).
Монгольська імперія займає більшу частину Азії, але вона розділена на окремі улуси, що воюють між собою. У Китаї, зокрема, править монгольська династія Юань. У Єгипті владу утримують мамлюки. Мариніди правлять у Магрибі. Делійський султанат є наймогутнішою державою Північної Індії, а на півдні Індії панують держава Хойсалів та держава Пандья. В Японії триває період Камакура.
Цивілізація мая переживає посткласичний період. Почала зароджуватися цивілізація ацтеків.

## Події
- Андрій Олександрович Городецький отримав від хана Токти ярлик на велике княжіння на Русі. Його брат, Дмитро Олександрович Переяславський, змушений був поступитися. Незабаром він помер, повертаючись у Переяслав.
- Розпочалася війна між Францією та Англією.
- Шотландський король Джон Баліол відмовився надати підтримку англійському королю Едуарду I Довгоногому у війні з Францією, порушивши свої васальні зобов'язання.
- У липні розпочався понтифікат Целестина V, обраного ще 1292 року, але в грудні папа відмовився від Святого престолу. Новим папою обрано Боніфація VIII.
- Помер великий монгольський хан і перший імператор династії Юань  Хубілай. Його спадкоємцем став Оладжейту-Темур.
- Францисканець Джованні Монтекорвіно розпочав місіонерську діяльність у Китаї.
- Дві тайські династії на території сучасної Камбоджі визнали сюзеренітет монголів.
- Арнольфо ді Камбіо спроектував для Флоренції собор Санта-Марія-дель-Фйоре.